# خودجداریختی
در شاخه‌بندی جانداران، خودجداریختی یا آتاپومورفی (به انگلیسی: Autapomorphy) نوعی خاص از هم‌جداریختی است که به هیچ وجه در گروه‌های دور یا نزدیک به صورت مشابه، وجود نداشته باشد مثلاً قدرت پرواز (هر چند که «قدرت پرواز» خصوصیتی نیست که بتوان برای آن ارزش کلادیستیک تعیین کرد زیرا به شدت از منطق فازی پیروی می‌کند و بسیار متغیر است) خودجداریختی پرندگان نیست زیرا خفاش‌ها نیز می‌توانند پرواز کنند. البته این ویژگی را می‌توان هم‌جداریختی پرندگان نامید زیرا اجداد مستقیم آنها پرواز نمی‌کردند مگر اینکه ثابت شود آن نیاکان هم پرواز می‌کردند.